# Törnevalla församling
Törnevalla församling var en församling i Linköpings stift inom Svenska kyrkan i Linköpings kommun i Östergötlands län. Församlingen uppgick 2009 i Åkerbo församling.
Församlingskyrka var Törnevalla kyrka.

## Administrativ historik
Församlingen har medeltida ursprung.
Församlingen var åtminstone till 1540 moderförsamling i pastoratet Törnevalla och Lillkyrka för att därefter till 1 maj 1924 utgöra ett eget pastorat. Från 1 maj 1924 till 1962 var församlingen moderförsamling i pastoratet Törnevalla, Östra Skrukeby och Lillkyrka som 1 maj 1932 utökades med Gistads församling. Från 1962 var den annexförsamling i pastoratet Rystad, Östra Harg, Törnevalla, Östra Skrukeby, Lillkyrka och Gistad som 1978 utökades med Vårdsbergs församling. Från 2006 var församlingen annexförsamling i Åkerbo pastorat. Församlingen uppgick 2009 i Åkerbo församling.
Församlingskod var 058025.

## Kyrkoherdar
Lista över kyrkoherdar. Prästbostaden Smedby låg vid Törnevalla kyrka.
| Ämbetstid | Namn                     | Levnadstid | Övrigt                                                              |
| --------- | ------------------------ | ---------- | ------------------------------------------------------------------- |
| 1312      | Herman                   |            |                                                                     |
| 1345-1347 | Birger Siggesson         |            |                                                                     |
| 1382      | Finvid                   |            |                                                                     |
| 1401-1413 | Arvid                    |            |                                                                     |
| 1431      | Lafvrintz                |            |                                                                     |
| 1442      | Magnus                   |            |                                                                     |
| 1445–1448 | Laurentius Johannis      | –1458      | Senare munk vid Vadstena kloster.                                   |
| 1473      | Ericus Petri             |            | Curatus.                                                            |
| 1495-1531 | Laurentius Amberni       |            |                                                                     |
| 1552      | Peer                     |            |                                                                     |
| 1571      | Nicolaus Petri           |            |                                                                     |
| 1573-1595 | Sveno Amundi             | -1595      |                                                                     |
| 1597-1621 | Andreas Johannis         | -1621      |                                                                     |
| 1623-1639 | Daniel Svenonis          | -1639      | Kyrkoherde och kontraktsprost.                                      |
| 1642-1656 | Laurentius Ask           | -1656      | Prost.                                                              |
| 1656-1661 | Joannes Hovillander      | 1603-1661  | Kyrkoherde och kontraktsprost.                                      |
| 1662-1690 | Johannes Arendt          | 1628-1690  | Kyrkoherde och kontraktsprost.                                      |
| 1690      | Samuel Bohlius           |            | Utnämnd 1690. Var komminister i Sankt Olofs församling, Norrköping. |
| 1691-1702 | Christophorus Laurinus   | 1642-      | Kyrkoherde och kontraktsprost.                                      |
| 1703-1715 | Daniel Millberg          | 1665-1715  |                                                                     |
| 1717-1736 | David Pontin             | 1687-1736  |                                                                     |
| 1738-1764 | Daniel Ekmark            | 1687-1764  |                                                                     |
| 1765-1789 | Samuel Follin            | 1717-1789  | Kyrkoherde och prost.                                               |
| 1790-1805 | Isaac Olofsson Metzén    | 1738-1805  |                                                                     |
| 1809      | Adolph Fougberg          |            | Senare kyrkoherde i Asby församling.                                |
| 1816–1828 | Christian Stenhammar     | 1783 –1866 | Senare kyrkoherde i Häradshammars församling.                       |
| 1830-1862 | Nils Magnus Könsberg     | 1789-1862  | Kyrkoherde och prost.                                               |
| 1863–1879 | Carl Wilhelm Charleville | 1827–1906  | Senare biskop i Linköpings stift.                                   |
| 1880–1893 | Knut Kastman             | 1839-1909  | Senare kyrkoherde i Kuddby församling.                              |
| 1893-1911 | Axel Arnell              | 1855–1925  | Senare kyrkoherde i Östra Husby församling.                         |

### Komministrar
Lista över komministrar. Tjänsten drogs in 1864.
| Ämbetstid | Namn                      | Levnadstid | Övrigt                                         |
| --------- | ------------------------- | ---------- | ---------------------------------------------- |
| 1641      | Johannes Jonæ             | –1647      |                                                |
| 1644–1656 | Joannes Hovillander       | 1603-1661  | Senare kyrkoherde i församlingen.              |
| 1663–1674 | Haraldus Hemmingi Molinus | –1674      |                                                |
| 1674–1690 | Petrus Collinus           | –1690      |                                                |
| 1691–1702 | Samuel Mörtling           | 1664–1724  | Senare kyrkoherde i Östra Skrukeby församling. |
| 1703–1715 | Sven Tirslovius           | –1715      |                                                |
| 1717–1734 | Magnus Hasselqvist        | 1691–1734  |                                                |
| 1735      | Anders Hargelius          | 1697–1735  |                                                |
| 1736–1747 | Jöns Millerus             | 1704–1763  | Senare kyrkoherde i Högby församling.          |
| 1747–1785 | Pehr Landin               | 1707–1785  |                                                |
| 1785      | Christian Follin          |            | Senare komminister i Rystads församling.       |
| 1804–1807 | Hans Eric Strömmers       | 1766–1807  |                                                |
| 1807      | Claes Erlandz             |            | Senare komminister i Vinnerstads församling.   |
| 1811      | Johan Reinhold Wimermark  |            | Senare kyrkoherde i Skedevi församling.        |
| 1819      | Samuel Theodor Östman     |            | Senare komminister i Östra Husby församling.   |
| 1824–1830 | Robert Johan Kajerdt      | 1793–1861  | Senare kyrkoherde i Vånga församling.          |
| 1830–1834 | Olof Wallerstedt          | 1793–1878  | Senare kyrkoherde i Malexanders församling.    |
| 1834–1838 | Fredrik Lorentz Hultner   | 1798–1869  | Senare kyrkoherde i Västra Stenby församling.  |
| 1839–1853 | Carl Herman Sundelius     | 1800–1853  |                                                |

## Klockare och organister
| Ämbetstid | Namn                  | Levnadstid | Övrigt                |
| --------- | --------------------- | ---------- | --------------------- |
|           | Måns Persson          | –1643      | Klockare              |
| 1642      | Jöns                  |            | Klockare              |
| 1653      | Lars                  |            | Klockare              |
| –1704     | Jonas Månsson         |            | Klockare              |
|           | Anders Bengtsson      |            | Klockare              |
| –1707     | Jonas                 |            | Klockare              |
| –1722     | Sven Jonsson          | –1722      | Klockare              |
| 1653      | Håkan Svensson        |            | Organist              |
| –1711     | Lars                  | –1711      | Organist              |
| 1724–     | Johan Nilsson         | 1700–1770  | Klockare och organist |
| 1765–1769 | Olof Askling          |            | Klockare och organist |
| 1770–1780 | Erik Ringqvist        | 1737–1780  | Klockare och organist |
| 1781–1845 | Samuel Erik Ringqvist | 1765–1845  | Klockare och organist |
| 1845–1851 | Pehr Gustaf Lindvall  | 1821–      | Klockare och organist |
| 1852–1883 | Nils Peter Nelsén     | 1825–1889  | Klockare och organist |
| 1883–1916 | Reinhold Bergström    | 1857–1940  | Klockare och organist |
| 1917–1957 | Albert Hahn           | 1891–1975  | Klockare och organist |